# Nodalla (Costachillea) hackeri
Nodalla (Costachillea) hackeri is een insect uit de familie van de Berothidae, die tot de orde netvleugeligen (Neuroptera) behoort. 
Nodalla (Costachillea) hackeri is voor het eerst wetenschappelijk beschreven door U. Aspöck & H. Aspöck in 1998.